# Roschbach (Naturschutzgebiet)
Das Naturschutzgebiet Roschbach liegt auf dem Gebiet der Stadt Albstadt im Zollernalbkreis in Baden-Württemberg.
Das Gebiet erstreckt sich nordwestlich von Pfeffingen, einem Stadtteil von Albstadt. Am südlichen Rand des Gebietes verläuft die Landesstraße L 442.

## Bedeutung
Für Albstadt ist seit 1985 ein 109,3 ha großes Gebiet unter der Schutzgebiets-Nr. 4.128 als Naturschutzgebiet ausgewiesen. Bei dem Gebiet handelt es sich um einen westexponierten Hangbereich mit unterschiedlichen Standortverhältnissen, um unruhige Rutschhänge, Quellaustritte, Halbtrockenrasen, naturhafte Laubmischwälder und einen naturnahen, unbelasteten Bach.

## Geologie
Das Gebiet befindet sich in den geologischen Einheiten Ober- und Mitteljura. Die älteste im Gebiet anstehende Formation ist die Wendelsandstein-Formation in der Sohle des Roschbachtals im Westen des Gebiets. Darauf folgen hangaufwärts Ostreenkalk-, Hamitenton-, Dentalienton-, Ornatenton- und Impressamergel-Formation. Die jüngste Formation im Gebiet sind die Wohlgeschichteten Kalke im äußersten Osten, die auch die anschließende Hochebene des Irrenbergs bilden. Im Norden befindet sich eine tektonische Störlinie.

## Zusammenhängende Schutzgebiete
Große Teile des Gebiets sind gleichzeitig als Schonwald ausgewiesen. Nördlich schließt unmittelbar das Naturschutzgebiet Irrenberg-Hundsrücken an. Umgeben wird das Naturschutzgebiet vom Landschaftsschutzgebiet Hundsrücken. Das Gebiet ist Teil des FFH-Gebiets Gebiete um Albstadt sowie des Vogelschutzgebiets Südwestalb und Oberes Donautal.